# 暗黒街 (2015年の映画)
他の同名タイトルの作品は、暗黒街をご覧ください。
『暗黒街』（あんこくがい、Suburra）は、2015年のイタリア・フランス合作の犯罪映画。イタリアのアカデミー賞である「ダヴィッド・ディ・ドナテッロ賞」で5部門（助演男優賞、撮影賞、編集賞、美術賞、デジタル効果賞）にノミネートされた（受賞はならず）。また、Netflixで本作のリメイクドラマが配信された。
2011年11月12日にベルルスコーニ伊首相が退陣を表明するまでの1週間を背景に、権力と金と欲望渦巻くローマを舞台に繰り広げられる政治家とマフィアの血みどろの抗争を描く、ノワール・アクション。
日本公開では2016年5月に東京と大阪で開催された「イタリア映画祭2016」で公開された後、2017年10月17日に一般公開された。

## ストーリー
悪徳政治家フィリッポは、ローマ郊外の静かな港町オスティアをラスベガス化する開発計画を進めていた。しかし、彼が買った未成年の娼婦が薬物の過剰摂取で死亡してしまったことをきっかけに、彼の計画は利権を狙う悪党たちの血で血を洗う抗争へと展開していく。

## キャスト
※括弧内は日本語吹替
- フィリッポ（ピッポ）・マルグラーディ: ピエルフランチェスコ・ファヴィーノ（小杉十郎太） - 与党の大物議員。
- セバスティアーノ（セバ）: エリオ・ジェルマーノ（水越健） - イベント屋。
- “サムライ”: クラウディオ・アメンドラ（イタリア語版） - ローマのギャングの伝説的ボス。
- アウレリアーノ（ナンバー8）: アレッサンドロ・ボルギ - オスティアのギャングの若きボス。
- ヴィオラ: グレタ・スカラーノ（イタリア語版） - アウレリアーノの情婦。
- サブリナ: ジュリア・エレットラ・ゴリエッティ（イタリア語版） - 娼婦。
- セバの父: アントネッロ・ファサーリ（イタリア語版）
- ベルシェ枢機卿: ジャン＝ユーグ・アングラード（家中宏）
- マンフレディ・アナクレティ: アダモ・ディオニージ（イタリア語版） - ロマ系のギャングのボス。
- アルベルト（スパディーノ）・アナクレティ: ジャコモ・フェラーラ（イタリア語版） - マンフレディの弟。